# 茱諾 (羅馬神話)

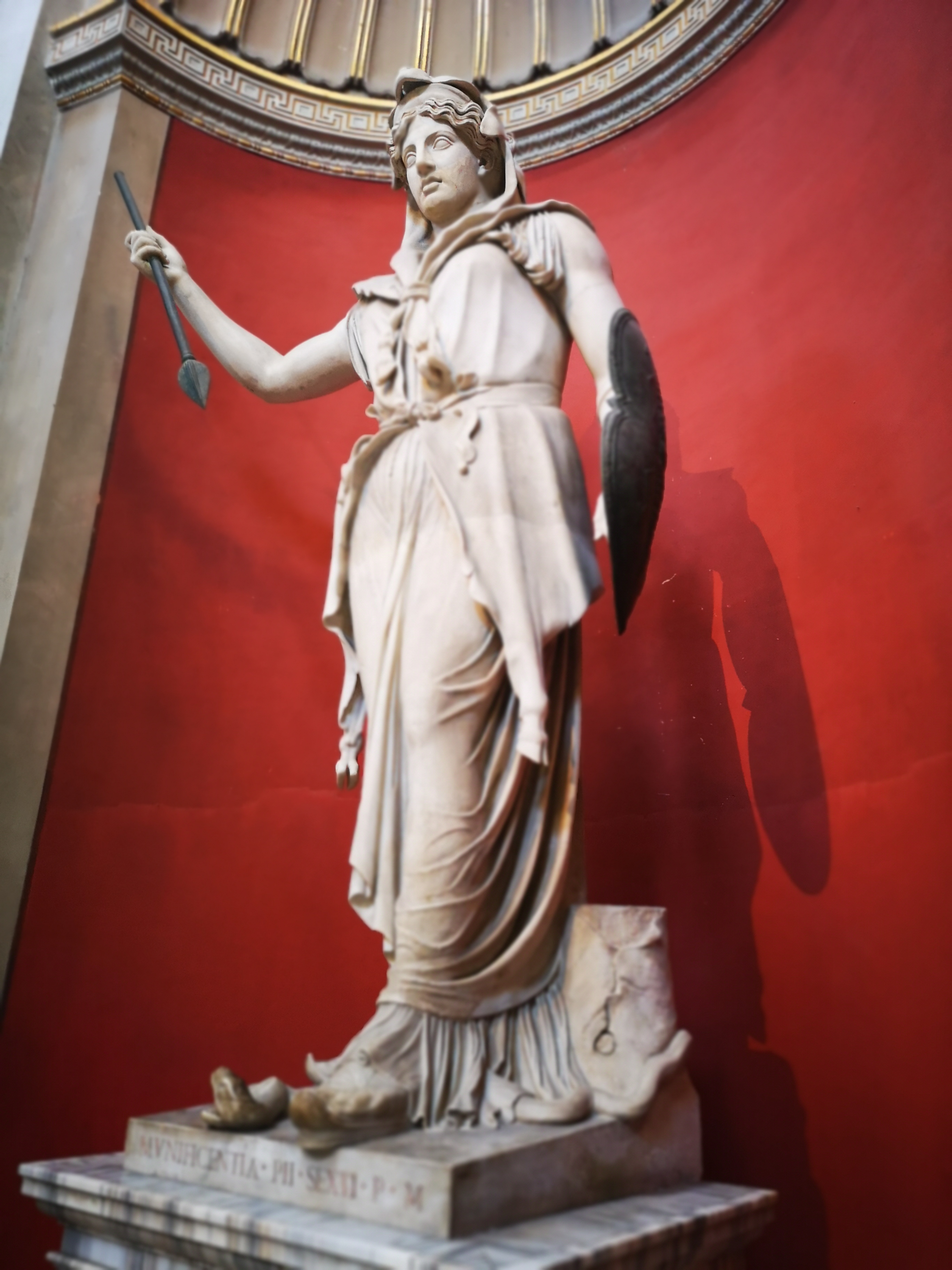
朱诺像，相片中正被展出的的石膏像是根據梵蒂岡博物館一座朱诺雕像製作的複製品

朱诺（拉丁語 ，[ˈjuːnoː]）是羅馬神話中的女神，負責保護國家並擔任其特別顧問。她被認為等同於希腊神话中的天后赫拉，掌管愛與婚姻。她是萨图尔努斯與奧普斯之女，同時也是朱庇特的姐妹與妻子，並且是瑪爾斯、兀兒肯努斯、貝羅那、盧西娜及尤文圖絲的母親。如同赫拉，她的神聖動物是孔雀 。 她在伊特鲁里亚神話中的對應神祇為烏尼，據說她也負責守護羅馬的女性 。作為羅馬與羅馬帝國的守護女神，朱诺被稱為女王（Regina），並且是卡庇托林三巨神（Juno Capitolina）的成員，與朱庇特以及智慧女神米娜瓦共同受到崇拜，該三神組的祭壇位於羅馬的卡庇托林山。
朱诺在羅馬人心目中的戰鬥形象可從她的裝束中看出。她經常被描繪成身穿盔甲，披著山羊皮斗篷的形象。這種傳統形象來自希臘女神雅典娜，後者亦披著山羊皮，或持有山羊皮盾牌，稱為埃癸斯。此外，朱诺常戴著頭冠。

## 語源學
朱诺（Juno）一名曾被普遍認為與 Iove 有關，最初被認為源自 *Diovona 中的 Diuno 與 Diove  。雖然這一語源仍獲得部分支持，但後來有人提出，該名稱可能來自 iuven-（如拉丁語 iuvenis，意為「青年」），透過省略部分音節的變體形成 iūn-，如 iūnix（小牝牛），以及 iūnior（較年輕的）。
Iuuen- 與拉丁語 aevum 及希臘語 αἰών 相關，皆源於印歐語系中表達生命能量或「豐盛時期」的詞根 。iuvenis 指的是生命力最充沛的人。 在某些銘文中，朱庇特本身被稱為 Iuuntus，其一個別稱 Ioviste 為 iuuen- 的最高級形式，意指「最年輕的」。 尤文圖絲（青春女神）是兩位拒絕遷離卡比托利山的神祇之一，當時該山上原有的神明因為新建朱庇特神廟而被驅逐 。
古代語源學者將朱诺的名字與 iuvare（幫助、庇護）及 iuvenescere（恢復青春）聯繫起來，並有時將她與新月及盈月的週期更新聯繫，可能暗示她作為月亮女神的概念。

## 角色與別名

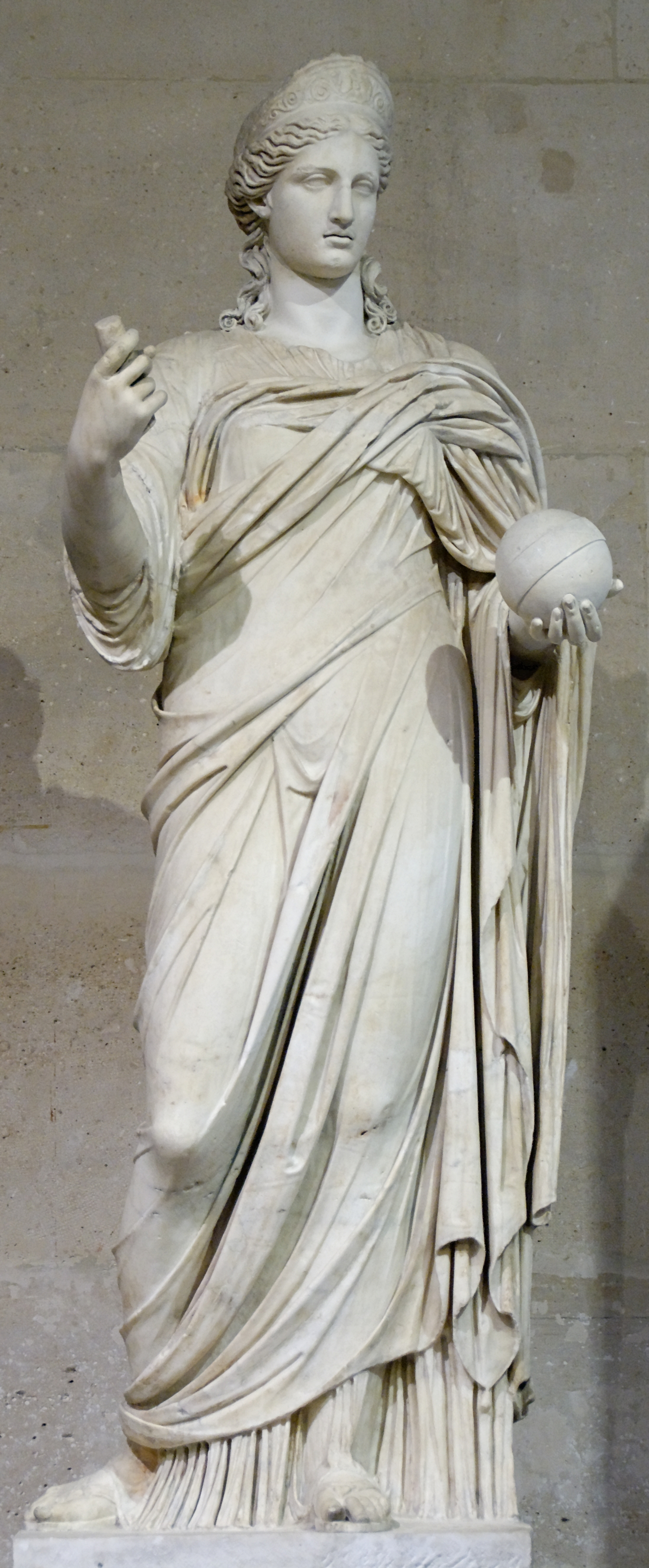
《戴王冠的朱诺》，公元200年前的大理石塑像。图中塑像描述朱诺头戴华美的王冠，以及整齐的发型，烘托出了朱诺恬静、高雅的气质

朱诺的神學概念是羅馬宗教中最複雜且最具爭議的問題之一。相比於其他主要羅馬神祇，朱诺擁有極為多樣的別名、稱號，象徵著她不同的神聖職能。作為婚姻女神，她的稱號包括 Pronuba 及 Cinxia（解開新娘腰帶者）。然而，朱诺的其他稱號具有更廣泛的意涵，且與婚姻的關聯較少。雖然她與生命力、青春活力、永恆年輕的概念息息相關，但她複雜多變的性格使得現代學者對她的解釋各異，甚至難以統一。
朱诺被孕妇们视为罗马神话中的生育女神“朱诺·卢西娜（Juno Lucina）”。朱诺还作为“朱诺·卢娜（Juno Luna）”，与月亮有着联系。在天宫中朱诺作为“朱诺·蕾吉娜（Juno Regina）”出现，象征着她在天宫中是众神的女王。她最古老的一个名字之一就是“朱诺·卢库西（Juno Lux）”，意思为“天之荣光的女神”。朱诺和狄安娜都是月亮的女神，新月之时的初一就由她来守护。
她的多種稱號顯示出相互交織的職能體系。根據喬治·杜梅吉爾和 Vsevolod Basanoff（《Les dieux Romains》的作者）的觀點，這些功能可追溯至印歐三元功能理論：作為 Regina 和 Moneta，她是主權女神；作為 Sespeis、Curitis（持矛者）和 Moneta，她是武裝的守護者；作為 Mater 和 Curitis，她則是與庫里亞相關的生育與財富女神。
一些學者認為，這些多重職能的聚合是這位女神的結構特徵，體現了女性本質的表達 。然而，另一些學者則認為她代表青春活力、生命力與力量，這些特質本質上不受性別限制，而是會根據不同情境轉變。例如，在男性中，她顯化成 iuvenes（這個詞經常用來指稱士兵），因此成為保護人民主權的守護神；而在具備生育能力的女性中，從青春期開始，她則掌管分娩與婚姻。因此，她也可視為一位與政治、權力與戰爭相關的城邦女神。另一些學者則認為，她的軍事與政治特質，乃是源自她作為生育女神的身分，因為她負責擴展社群人口，從而與政治與軍事職能產生聯繫。

## 神话故事
大体上朱诺的故事和希腊神话中的天后赫拉一样。朱诺的美貌虽然比不上爱神维纳斯，但却也是完美女性的典范，她忠贞于爱情，对天公朱庇特从未移情别恋过。由于天后的美丽，也有很多神被她迷得神魂颠倒，尤其是伊克西翁为最露骨的一位。有一次伊克西翁在与众神共进晚宴时，伊克西翁双眼色眯眯地盯着天后朱诺，甚至还私下对朱诺说了一些下流的话。这一切都被朱庇特看在眼里，他把一朵云化作朱诺的模样，想借此来试探伊克西翁，没想到伊克西翁却像发了疯似得朝着假天后扑了过去，随后愤怒的朱庇特把伊克西翁关进了塔耳塔洛斯，把他捆绑在一个燃烧着的车轮上，以此作为对这个罪人的惩罚。
在金苹果事件中，为了争夺象征“最美女神”的金苹果和智慧女神弥涅耳瓦一同败给了爱神维纳斯。为了报复，和弥涅耳瓦一同联手毁灭特洛伊。朱诺很清楚丈夫朱庇特非常宠爱他的女儿维纳斯，而埃涅阿斯则是维纳斯的儿子，自然特洛伊人得到了天公朱庇特的护佑，如果要彻底消灭特洛伊人一定会煞费工夫。于是，朱诺软硬兼施，聚集了各路风神，千方百计甚至不惜利用自然的力量将埃涅阿斯率领的船只拦截在腾起万丈狂澜的海面上，阻止他们登陆意大利。后来因为海神尼普顿特别宠爱特洛伊人，他把海浪抚平，把海面上的狂风和乌云都驱散了。朱诺看到特洛伊人又再次化险为夷，不由得怒火中烧，但由于海洋是尼普顿的管辖范围，所以天后也只能眼睁睁地看着埃涅阿斯和他的船队重振旗鼓。维吉尔史诗《埃涅阿斯纪》第一卷中说朱诺手下有二七十四位宁芙仙女，得伊俄珀亚（Deiopea）是其中最漂亮的一位，朱诺主动提出把她赏赐给风神埃俄罗斯（Aeolus）作他的妻子，以换来一场暴风雨袭击英雄埃涅阿斯的舰队。
不甘心的朱诺从未放弃对埃涅阿斯以及特洛伊人的惩罚，她绝不能让维纳斯取得最后的胜利。她召来了复仇三女神—厄里倪厄斯之一的阿勒克托，命令让她前往拉丁姆地区 ，在特洛伊人、拉丁人和罗图勒人之间挑起战乱。朱诺等了许久战争还是迟迟没有爆发，后来朱诺实在等得不耐烦了，她亲自降临到雅努斯神庙，举手撞击神庙的石柱，神庙的铁门一下被撞开，战争之火便开始熊熊燃烧起来。

## 民间信仰
朱诺是一位在拉丁姆、温布里亚以及伊特鲁里亚各城中都广为流传的女神。她作为女性神和养育神加入了罗马人的信仰行列，每个月的前四分之一日都属于她。
罗马城建立几年之后的公元前735年，人们就在埃斯奎里山上专门为她建立了一座庙宇。罗马的妇女们会在三月初一时欢聚一堂，庆祝主妇节。关于这一天有不同的说法，一说是这一天是朱诺的儿子战神玛尔斯的生日，也有的说这一天是罗马人与萨宾人和解的纪念日，使人们不会忘记萨宾妇女为重建两族人民间的友好关系而献身的精神。
除了两面神雅努斯外，朱诺似乎和朱庇特或其他神没有什么独特的关联。但是后来朱诺被认为是朱庇特的妹妹或是妻子。June bride（六月新娘）中的June（六月）即是由朱诺的名字转化而来，尽管供奉她的“卢柏加利节”在7月7日。
朱诺本身也具备着月神的属性，在这个时候朱诺被称为“朱诺·卢娜（Juno Luna）”。在罗马城建立之前的拉丁人部落中，被崇拜的女神被称之为“尤尼（Uni）”，是由斟酒少女的朱文塔斯（月盈）、母亲兼妻子的朱诺（月圆）、艺术与智慧的弥涅耳瓦（月缺）组成的三位一体的女神—三相女神。后来的伊特鲁里亚人和早期的罗马人用主神朱庇特替代了朱文塔斯，组成了另外一组三柱神。

## 相关
天文學常引用神話人物名，因此Juno同時也是3號小行星3Juno（婚神星）的名字。
朱諾號是美國太空總署的無人太空探測船，為新疆界計畫的第二項任務，旨在研究木星的起源、結構、大氣層與磁層，並探究木星是否擁有固態核心。於2011年8月5日發射，2016年7月4日抵達木星，展開為期20個地球月的活動後，將脫離軌道衝入木星大氣層焚毀。